# Tichel

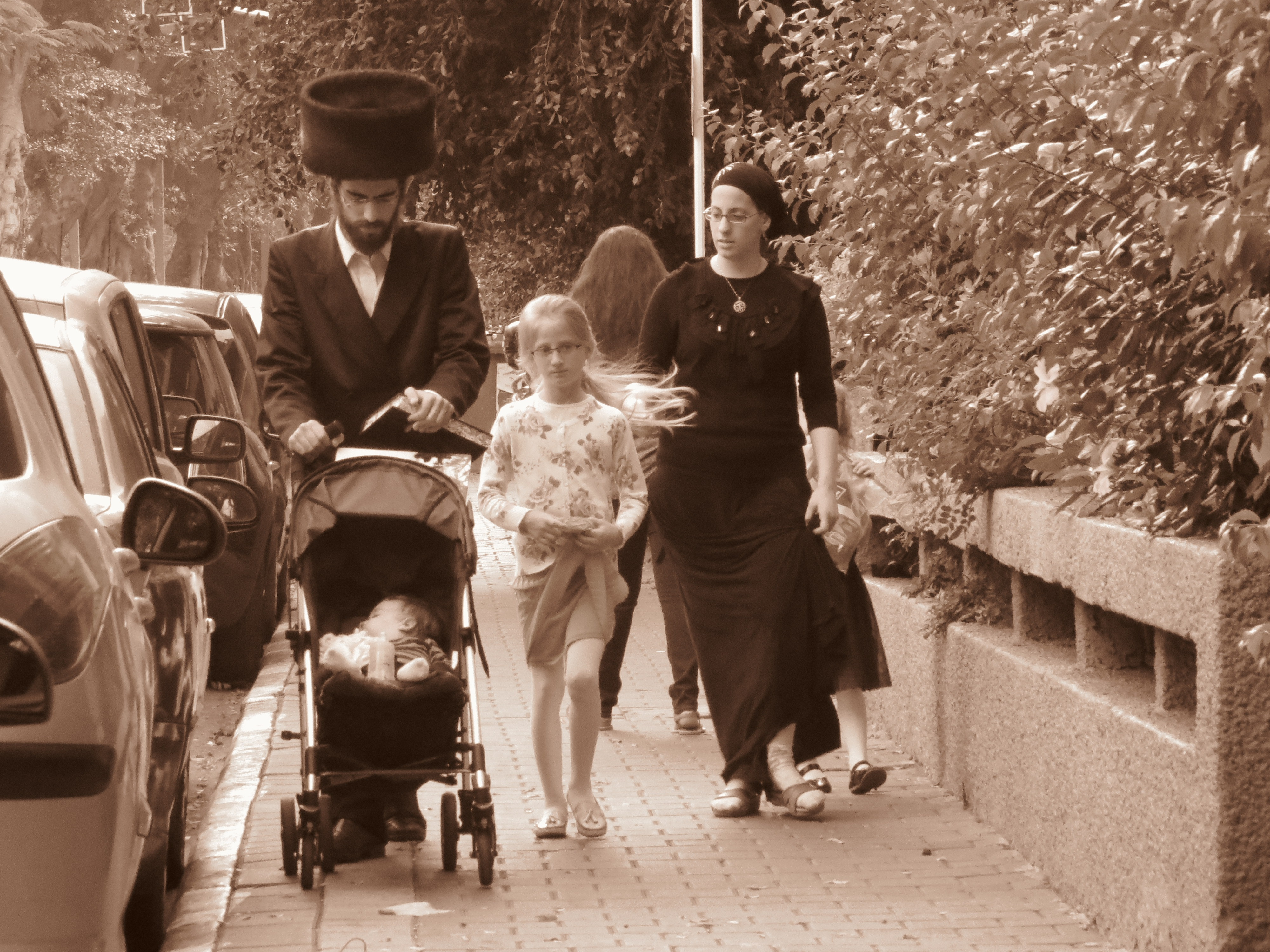
Ultraorthodoxe jüdische Familie in Tel Aviv: Der Mann trägt einen Schtreimel, seine Frau ein Tichel. (2014)

Tichel (jiddisch: טיכל), dementsprechend Mitpachat (hebräisch: מִטפַּחַת), ist das jiddische Wort für das Kopftuch, das viele verheiratete orthodoxe und ultraorthodoxe jüdische Frauen gemäß Zniut tragen. Das Erscheinungsbild des Tichels variiert vom einfarbigen Baumwolltuch, das im Rücken gebunden ist, bis hin zu aufwändigen Kopfbedeckungen mit mehreren Stoffen und Bindetechniken.

## Etymologie
Das jiddische Wort Tichel ist die Verkleinerungsform von Tuch und das entsprechende bairische Diminutiv Tiachal, Tücherl („kleines Stück Stoff“).

## Hintergrund
Obwohl das Alte Israel in der Öffentlichkeit keine permanente Gesichtsverhüllung kannte, galt das Tragen einer Kopfbedeckung als Indiz für Sittsamkeit und Treue, zumal sich Prostituierte durch ihr offenes Haupthaar zu erkennen gaben. Im Mittelalter wurde der Brauch etabliert, dass jüdische Frauen nach der Hochzeit als Kopfschmuck entweder eine Haube oder ein Kopftuch, das Tichel, tragen. Diese Tradition wird durch verschiedene Verse des Tanach untermauert (Genesis 24,64-65, Jesaja 47,2, Hohelied 4,1) und in der Mischna, Ketubba (7,6) weiter ausgeführt, worin Verhaltensweisen erörtert werden, die Gründe für eine Scheidung liefern. Etwa: „mit unbedecktem Kopf in der Öffentlichkeit auftreten, Wolle auf dem Markt spinnen oder sich mit jedem Mann unterhalten“. Der bedeutende jüdische Philosoph und Rechtsgelehrte Moses Maimonides bekräftigte diese Auffassung in Hilchot Issurei Biah (21,17), einer thematischen Sammlung verbotener sexueller Beziehungen.
Nach aktueller jüdisch orthodoxer Rechtsauffassung gilt die weibliche Haarpracht als ein sinnliches Sexualattribut, das bei verheirateten Frauen in der Öffentlichkeit verborgen bleiben soll. Aus diesem Grund zeigt nach orthodoxer Überlieferung eine verheiratete Frau ihr Kopfhaar nur dem Ehemann. Rab Scheschet begründete diese Entscheidung bereits im babylonischen Talmud. Weitere Rabbiner beriefen sich auf das Hohelied 4,1, und 6,5, worin das weibliche Haupthaar in blumiger Sprache die sinnlich-erotische Natur (ervah) widerspiegelt. Unverheiratete Frauen dürfen im orthodoxen und charedischen („ultraorthodoxen“) Judentum ihr Haar unbedeckt tragen.

## Erscheinungsformen
Das Erscheinungsbild der weiblichen Kopfbedeckung variiert in jeder Gruppierung des orthodoxen Judentums. Während Anhängerinnen des orientalischen und sephardischen Judentums nach der Hochzeit gemäß Landessitte einen kostbar verzierten Turban tragen, bevorzugen religiöse Zionistinnen mitunter einen Hut oder ein Haarnetz (mitpachat). Manche ultraorthodoxe Frauen verwenden Perücken (scheitel), die sie von unverheirateten Mädchen unterscheiden. Dieser Brauch manifestierte sich in bestimmten europäischen ultraorthodoxen Kreisen gegen Ende des 17. Jahrhunderts, als in Frankreich hochwertige Perücken in Mode kamen und für das Tichel eine zunehmende Konkurrenz darstellten. Bei einigen ultraorthodoxen Denominationen, die vorwiegend aus Ungarn stammen, besteht der Brauch, dass sich Frauen unmittelbar nach der Heirat das Haupthaar scheren lassen. Begründet wird diese Tradition auch mit Verweis auf die Mikwe, deren Wasser an jede Körperstelle gelangen soll. In manchen streng orthodoxen Kreisen tragen verheiratete Frauen als äußeres Merkmal für ihren Ehestand zusätzlich zu ihrem scheitel ein Tichel.